# Gorizia (croiseur)
Le Gorizia était un croiseur lourd de classe Zara mis en service dans la Regia Marina dans les années 1930. Nommé en l'honneur de la ville italienne de Gorizia, il est mis sur cale au chantier Odero-Terni-Orlandi de Livourne (Toscane) le 17 mars 1930, il est lancé le 28 décembre 1930 et admis au service actif le 23 décembre 1931.
Dans les années 1930, le navire participe à de nombreuses revues navales. En 1934, il part en croisière en Afrique orientale, puis deux ans plus tard en Allemagne au cours des Jeux Olympiques d'été de 1936. Il participe à la guerre civile espagnole; évacue les ressortissants italiens en août 1936, et subit une violente explosion dans un réservoir de gaz lors de son retour vers l'Italie. Le navire soutient l'invasion italienne de l'Albanie en 1939.
Au cours de la Seconde Guerre mondiale, le Gorizia participe à de nombreuses missions d'attaques de convois britanniques en Méditerranée. En juillet 1940, il participe à la bataille de Punta Stilo, à la bataille du cap Teulada en novembre et à la Première et Deuxième bataille de Syrte en 1941 et 1942. Gravement endommagé à l'ancrage lors d'un raid aérien en avril 1943, le navire alors en réparation lors de la capitulation italienne est saisie par l'Allemagne, qui finissent par le saborder en 1944. L'épave est démantelée en 1947.

## Conception

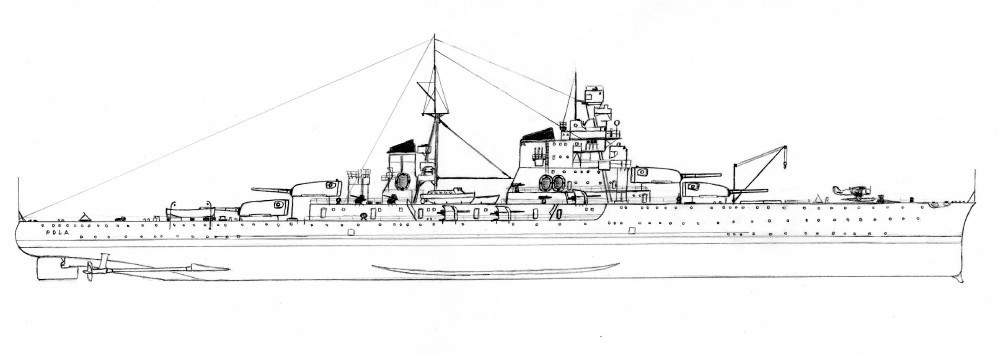
Plan du Pola; similaire au Gorizia.

Le Gorizia avait une longueur hors-tout de 182,8 mètres (600 pieds), un faisceau de 20,62 mètres et un tirant d'eau de 7,2 mètres. Il déplaçait 13 944 tonnes en charge nominale et 14 168 tonnes à pleine charge, bien que le traité naval de Washington stipulait un navire de maximum 10 000 tonnes. Il était propulsé par des turbines à vapeur Parsons alimentées par huit chaudière à tubes d'eau Yarrow. Sa puissance était de 95 000 chevaux-vapeur (71 000 kW) produisant une vitesse de pointe de 32 nœuds (59 km/h). Son équipage comprenait 841 officiers et hommes d'équipage.
Il était protégé par une ceinture blindée de 100 à 150 mm, un pont blindé 70 mm d'épaisseur dans la partie centrale, réduit à 20 mm à chaque extrémité. Les tourelles avaient un blindage de 120 à 140 mm et les barbettes de 140 à 150 mm. 
Son armement comprenait 8 canons de 203 mm Ansaldo en quatre tourelles doubles modèle 1927. Ce canon de 53 calibres version améliorée du modèle 1924 des Trento pouvait tirer des obus explosifs 110 kg à une distance maximale de 31 550 mètres (+ 45 °) et des obus perforants de 125 kg à 31 566 mètres (+ 45 °) à raison de 2 à 4 coups par minute. La tourelle double M1927 pesait 181 tonnes en ordre de combat et pouvait pointer en site de - 5 ° à + 45 ° à raison de 5 ° par seconde et en azimut sur 150 ° à raison de 6 ° par seconde. La dotation en munitions est inconnue.
Il était équipé de 16 canons Škoda 10 cm K10 modèle 1927 en 8 affûts doubles. Ce canon de 47 calibres tirait des obus explosifs de 26 kg à une distance maximale de 15 240 mètres (+ 45 °) en tir anti-surface et de 10 000 mètres en tir antiaérien (+ 85 °), à raison de 8 à 10 coups par minute. L'affût double italien pouvait pointer en site de - 5 ° à + 85 ° et sur 360 ° en azimut. La dotation en munitions est inconnue.
Il avait également 4 canons de 40 mm Vickers Terni modèle 1915 en quatre affûts simples. Ce canon de 39 calibres tirait des obus de 1,34 kg à une distance maximale de 3 475 mètres en tir de surface (+ 45 °) et de 1 100 mètres en tir antiaérien et ce à raison de 50 à 75 coups par minute. L'affût simple pointait en site de - 5 ° à + 80 ° et en azimut sur 360 °. La dotation en munitions est inconnue mais chaque affût sur les Navigatori embarquaient 1 500 obus.  
L'armement de la classe Zara évolua avant même le début du conflit. En 1937, un affût double de 100 mm fut débarqué tout comme les canons de 40 mm qui furent remplacés par 8 canons de 37 mm Breda modèle 1932. Ces 8 canons étaient montés en quatre affûts doubles. Ce canon de 54 calibres tirait des obus explosifs de 1,63 kg à une distance maximale efficace de 4 000 mètres (+ 45 °) en tir de surface et de 5 000 mètres en tir antiaérien (+ 80 °) à raison de 60, 90 ou 120 coups par minute.
L'affût double modèle 1932 pesait 5 tonnes en ordre de combat, pouvait pointer en site de - 10 ° à + 80 ° et en azimut sur 120 °. La dotation en munitions était d'environ 1 500 obus par canon.
Le nombre de canons de ce type fut porté en 1940 à 16, puis renforcé par 8 mitrailleuses de 13,2 mm en quatre affûts doubles. Ces mitrailleuses disposaient d'un canon de 75.7 calibre, tirant des cartouches de 125 ° à une distance maximale effective de 2 000 mètres, à raison de 500 coups par minute. L'affût double pouvait pointer en site de - 11 ° à + 85 ° et en azimut sur 360 °. Chaque mitrailleuse disposait de 1 500 cartouches.
Une catapulte était encastrée dans la plage avant, transportant deux hydravions. Parmi les modèles embarqués, on trouve le Piaggio P.6 (en), le Macchi M.41 (en), le CANT 25ARS, le CMASA M.F.6 et enfin le IMAM Ro.43 à partir de 1938.

## Historique
Ce nouveau croiseur lourd fut un temps avec ses sister-ships les plus puissants navires de la Regia Marina, puisque les cuirassés de classe Conte di Cavour étaient en pleine refonte au début des années trente.
Mis en service dans la 2e Division, le navire participe à des exercices navals au large de Naples le 13 août en l'honneur du roi Victor Emmanuel III. Le 25, il devient navire amiral de la division. Du 6 au 7 juillet 1933, il prend part à une revue navale pour Benito Mussolini se déroulant dans le golfe de Naples. Le 16 septembre, le navire est transféré dans la 1re Division, où il est baptisé en l'honneur de la ville de Gorizia, ville du nord de l'Italie à la frontière de la Slovénie, le 29 juin 1934. En octobre, il part en croisière en compagnie du yacht royal Savoia en Afrique orientale, faisant escale à Berbera et à Mogadiscio, en Somalie britannique et italienne.
Avec le Fiume et le Pola, le Gorizia participe à la guerre d'Espagne en assurant l'escorte des navires de transports du corps expéditionnaire italien dans la péninsule ibérique tout en effectuant des missions de transport en 1936. En août, il part pour l'Allemagne en arrivant à Kiel le 8 août pour une revue navale avec le croiseur lourd allemand Admiral Graf Spee, le croiseur léger Königsberg et le croiseur britannique Neptune. Le Gorizia sert de porte-drapeau lors des Jeux Olympiques d'été de 1936, stationnant à Kiel où les épreuves de voiles se déroulèrent.
Le 19 août, le Gorizia quitte Kiel pour Tanger, qu'il atteint cinq jours plus tard. Après un court passage, le navire quitte le port pour l'Italie. Au cours de son transit, une explosion d'un réservoir de gaz de l'aviation causant de graves dommages l'oblige à rejoindre Tanger le 25 août pour des réparations temporaires. Alors en cale sèche, le navire fait l'objet d'un contrôle britannique concluant que son déplacement, dépassant 10 000 tonnes, constitue une violation du traité naval de Washington. Toutefois, aucune plainte ne sera déposée. Il rejoint La Spezia en septembre où il subit des réparations permanentes. Le 27 novembre après ses réparations, il prend part à une revue navale pour le Régent de Hongrie, Miklós Horthy. Une seconde se tient dans le golfe de Naples le 7 juin, suivi par la suite d'une autre le 5 mai 1938 pour la visite d'Adolf Hitler, dernière avant le déclenchement de la Seconde Guerre mondiale.
Le 7 mars 1939, le Gorizia et ses sister-ships quittent Tarente pour intercepter un escadron de navires de guerre espagnols — trois croiseurs et huit destroyers — tentant d'atteindre la mer Noire. Les navires italiens reçoivent l'ordre de ne pas ouvrir le feu mais de simplement tenter d'empêcher la progression des navires espagnols et de les forcer à accoster à Augusta, en Sicile. Le commandant espagnol refuse et les navires font route à Bizerte, en Tunisie française, où ils sont internés. Un mois plus tard, du 7 au 9 avril, le Gorizia soutient l'invasion italienne de l'Albanie. Il est présent lors de la visite de Ramón Serrano Súñer, Ministre des Affaires étrangères de l'Espagne franquiste, qui avait récemment combattu les nationalistes durant la guerre civile espagnole. Cinq jours plus tard, le navire participe aux festivités du Jour de la marine à Venise, où il passe le reste de l'année 1939 jusqu'au début de 1940 ancré au port.

### Seconde Guerre mondiale

#### 1940
Lorsque l'Italie rejoint officiellement le camp de l'Axe pendant la Seconde Guerre mondiale en déclarant la guerre à la France et la Grande-Bretagne le 10 juin 1940, le Gorizia est affecté dans la 1re Division du 1er Escadron en compagnie du Zara, du Fiume et de quatre destroyers de classe Oriani, de la 9e Flottille de destroyer. Basée à Tarente, la division est envoyée en patrouille au large de l'île de Crète. Le 11 / 12 juin, les navires sont attaqués par un sous-marin inconnu, les destroyers contre-attaquèrent, sans succès. Le 21 juin, le Gorizia et le reste de la division sont transférés à Augusta, prêts à intercepter des convois alliés en Méditerranée. Le lendemain, la 1re Division rejoint une patrouille avec les 2e et 3e Division, mais ils ne trouvent aucun bâtiments alliés.
Le Gorizia connait son baptême du feu le 9 juillet 1940 au cours de la bataille de Calabre. Cette bataille commença vers midi le 9 juillet alors que les deux camps étaient séparés d'environ 90 miles. Le vice-amiral Andrew Cunningham, gêné par la faible vitesse de ses vieux cuirassés, ne pouvaient pas se rapprocher aussi vite qu'il ne le voulait. Cependant à 13 h 15, le porte-avions Eagle lança ses Swordfish qui attaquèrent les croiseurs lourds italiens mais sans résultat. Les croiseurs alliés précédaient le Warspite et repérèrent les italiens à 15 h 15 avant d'ouvrir le feu à 21 500 mètres. La riposte italienne est quasi immédiate. À 15 h 22, les italiens encadrèrent dangereusement les croiseurs alliés du vice-amiral John Tovey, ce dernier décida de rompre l'engagement à 15 h 30 avec le croiseur léger Neptune, endommagé par un obus de 6 pouces du Giuseppe Garibaldi. Un autre engagement entre croiseurs ne donna aucun résultat, les obus de 6 pouces alliés tombant devant la proue des croiseurs Alberico da Barbiano et Alberto di Giussano. Dans les deux camps, on tenta des attaques à la torpille, sans succès, et la bataille s'acheva à 16 h 55. Chaque camp se retira en se proclamant victorieux alors que cet engagement se soldait par un match nul.
Le 30 juillet, la 1re Division escorte un convoi vers la Libye italienne, retournant à Augusta le 1er août. Après une formation à Naples du 16 au 29 août, il part pour Tarente en arrivant le lendemain. Début septembre, la Division intervient au cours de l'Opération Hats, un convoi de ravitaillement à destination de l'Égypte, en raison de la présence de l'Ark Royal qui lance deux raids sur Cagliari en diversion à la traversée du convoi. Du 7 au 9 septembre, le Gorizia patrouille au large de la Sicile, ne localisant aucun navire britannique. Par la suite, il accoste à Palerme avant de revenir à Tarente le 11 septembre pour suivre une formation d'artillerie qui durera jusqu'à novembre. Il est présent lors de la bataille de Tarente dans la nuit du 11 au 12 novembre sans être endommagé. Au cours de l'attaque, il abat avec ses batteries antiaériennes un avion britannique. Le navire est transféré à Naples le même jour. Le Gorizia participe à la bataille du cap Teulada le 27 novembre 1940 où il engage un croiseur britannique et abat un avion britannique. Face à un bombardement britannique au large de Naples, le navire est transféré à La Maddalena, en Sardaigne, le 15 décembre 1940. Le Pola est le seul endommagé par une bombe qui le toucha la chaudière no 3 et l'immobilisa pour de longs mois de réparation.

#### 1941

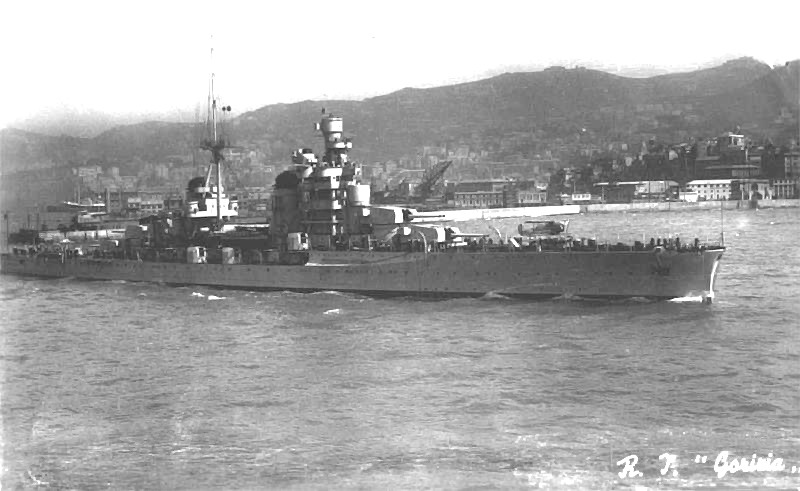
Le Gorizia quittant le port.

Le Gorizia revient à Tarente à la fin janvier 1941. Il effectue des manœuvres en compagnie du Zara le 29 janvier; puis se rend à La Spezia pour un entretien périodique qui se déroula du 28 février au 7 mai 1941. Le Gorizia ne participa pas à la bataille du cap Matapan, échappant ainsi au sort funeste de ses trois sister-ship.
Après avoir participé à plusieurs escortes de convois, le Gorizia participa à plusieurs engagements contre la marine britannique. Le 26 septembre 1941, au sud de Baléares, un avion de reconnaissance italien repéra une force britannique et outre les sous marins et des MAS, l'Amiral Iachino appareilla avec une force conséquente composée des cuirassés Littorio et Vittorio-Veneto, des croiseurs lourds Trento, Trieste et Gorizia, les croiseurs légers Muzio Attendolo et Duca degli Abruzzi et 14 destroyers, direction le sud-est de la Sardaigne. Après quelques accrochages aériens, craignant de rencontrer une force supérieure, l'Amiral italien vire au Nord et rompt le combat. Le 21 novembre, deux convois composés chacun de deux transports appareillèrent avec pour escorte les croiseurs lourds Gorizia, Trento et Trieste et sept destroyers avant d'être rejoint par les croiseurs légers Duca degli Abruzzi et Giuseppe Garibaldi. Dans la nuit du 21 au 22, le convoi est attaqué par le sous-marin Utmost qui réussit à placer une torpille sur le Trieste, le navire réussira non sans difficulté à gagner Messine. Il sera bientôt rejoint par le Duca degli Abruzzi touché par une torpille d'un Swordfish venant de Malte. Le reste du convoi est détourné sur Tarente. 
Les 16 et 17 décembre, il participe à la Première bataille de Syrte contre une force de croiseurs légers et de destroyers britanniques. l'Amiral Iachino assure la couverture lointaine avec les cuirassés Littorio et Giulio Cesare, les croiseurs lourds Gorizia et Trento et 10 destroyers. La bataille fut qu'une escarmouche qui aura in fine des conséquences dramatiques : les transports italiens arriveront à Tripoli et la Force K entrera dans un champ de mines, lui causant de lourdes pertes.

#### 1942
Le Gorizia escorte un nouveau convoi du 3 au 5 janvier 1942, le convoi M 43, il assure la couverture à distance avec les cuirassés Littorio, Giulio Cesare, Andrea Doria, le croiseur lourd Trento et huit destroyers. Le 25 janvier 1942, le navire est visité par le Generaloberst Bruno Loerzer à Messine, arrivé pour commander des unités aériennes allemandes stationnées sur l'île. Cinq jours plus tard, Umberto II et Hermann Göring visitent le navire après une tournée des bases allemandes en Sicile. En février, le navire escorte un convoi de Tripoli à Messine.
Le 20 mars 1942, le convoi MW 10 composé de quatre transports appareille d'Alexandrie sous l'escorte du croiseur Carlisle et de six destroyers. À 18 h 0, soit 11 heures après le convoi, l'Amiral Vian quitta Alexandrie, ayant sous ses ordres les croiseurs Cleopatra, Dido, Euryalus et quatre destroyers. Le 22 mars, le reste de la Force K (croiseur Penelope et destroyer Legion) retrouve la force de l'Amiral Vian suivis bientôt de sept destroyers. Le convoi MW 10 a été repéré dès le 21 mars par un Ju52 puis par un sous-marin italien. La Marine italienne déploie les croiseurs Giovanni delle Bande Nere, Gorizia et Trento ainsi que 4 destroyers quittant Messine suivi bientôt du cuirassé Littorio et de six destroyers venant de Tarente. Le lendemain à 14 h 24, les croiseurs de l'Amiral Angelo Parona (en) sont au contact de ceux de l'Amiral Vian. Après un bref échange de tirs, les italiens font demi-tour espérant attirer les forces anglaises vers le cuirassé mais l'Amiral Vian ne tombe pas dans le piège et une attaque d'avions torpilleurs SM79 échoue. À 16 h 18, les deux forces engagent le combat et en dépit d'une infériorité écrasante, les Anglais attaquent de toutes leurs forces, aidés par les écrans de fumée, la fumée des tirs et les embruns. Le Cleopatra et l'Euralyus sont cependant endommagés. L'Amiral Vian est sauvé par une attaque à la torpille à 6 000 mètres, obligeant les italiens à manœuvrer. C'est ainsi que s'acheva la Deuxième bataille de Syrte. Au cours de la bataille, le Gorizia aura tiré 226 coups avec sa batterie principale.
Le 26 mai 1942 alors qu'il est à Messine, le croiseur est endommagé par des éclats d'une bombe. Il fut cependant capable de participer à la riposte italienne aux opérations Harpoon et Vigourous en juin 1942. L'opération Pedestal en août 1942 fut la dernière grande opération à laquelle il participa en raison de la supériorité aérienne alliée et du manque de carburant.

#### Sort
Le 10 avril 1943, il est attaqué dans le port de Messine et touché par trois bombes américaines de gros calibre. Remorqué le 13 avril 1943 à La Spezia pour être réparé, le croiseur était toujours au bassin le 9 septembre 1943 lors de l'Armistice entre l'Italie et les Alliés. 
Saisi par les Allemands qui ne purent pas le remettre en service, le Gorizia n'était plus qu'un navire en sursis, sursis qui prit fin le 26 juin 1944, lorsqu'il fut gravement endommagé par une attaque combinée des forces spéciales italo-britanniques avant d'être sabordé par les Allemands. Il est rayé des registres le 27 février 1947 et démantelé la même année.